# VV Leeuwarden in het seizoen 1955/56
Het seizoen 1955/1956 was het tweede jaar in het bestaan van de Leeuwardense betaaldvoetbalclub Leeuwarden. De club kwam uit in de Eerste klasse B en eindigde daarin op de zesde plaats, dit betekende dat de club in het nieuwe seizoen uitkwam in de Tweede divisie.

## Wedstrijdstatistieken

### Eerste klasse B
|       | Baronie | Be Quick | Blauw-Wit | 't Gooi | Haarlem | Helmond | Heracles | Hermes DVS | LONGA | ONA   | Rheden | Wageningen | Zwolsche Boys |
| ----- | ------- | -------- | --------- | ------- | ------- | ------- | -------- | ---------- | ----- | ----- | ------ | ---------- | ------------- |
| Thuis | 4 – 0   | 1 – 1    | 2 – 1     | 7 – 2   | 2 – 0   | 2 – 1   | 1 – 1    | 1 – 1      | 1 – 2 | 1 – 1 | 4 – 4  | 0 – 0      | 2 – 2         |
| Uit   | 3 – 3   | 1 – 0    | 3 – 1     | 2 – 5   | 2 – 0   | 0 – 1   | 1 – 3    | 0 – 2      | 3 – 0 | 0 – 2 | 1 – 0  | 3 – 1      | 0 – 0         |

## Statistieken Leeuwarden 1955/1956

### Eindstand Leeuwarden in de Nederlandse Eerste klasse B 1955 / 1956
| Stand | Gespeeld | Gewonnen | Gelijk | Verloren | Punten | Doelpunten voor | Doelpunten tegen |
| ----- | -------- | -------- | ------ | -------- | ------ | --------------- | ---------------- |
| 6e    | 26       | 10       | 9      | 7        | 29     | 46              | 35               |

### Topscorers
| Competitie \| # \| Naam \| \| \| ------ \| ----------------- \| -- \| \| 1. \| Jan Hoekema \| 12 \| \| 2. \| Johannes Bakker \| 9 \| \| 2. \| Kees van der Leij \| 9 \| \| 4. \| Arp Hiemstra \| 8 \| \| 5. \| Jitse de Groot \| 4 \| \| 5. \| Gerrit Kramer \| 4 \| \| Totaal \| Totaal \| 46 \| |                   |      |
| # | Naam              | Goal |
| 1. | Jan Hoekema       | 12   |
| 2. | Johannes Bakker   | 9    |
| 2. | Kees van der Leij | 9    |
| 4. | Arp Hiemstra      | 8    |
| 5. | Jitse de Groot    | 4    |
| 5. | Gerrit Kramer     | 4    |
| Totaal | Totaal            | 46   |